# 울산 현대 축구단 2020 시즌
울산 현대 축구단 2020 시즌은 대한민국 K리그1에서 울산 현대 축구단의 37번째 시즌이다. 울산 현대는 K리그, FA컵, AFC 챔피언스리그에 참가하고 있다. 울산 현대는 코로나19 범유행으로 중단된 이후 5월 9일 첫 경기를 치른다.

## 유니폼
용품 스폰서: Hummel / 스폰서: 태화강 국가정원 현대오일뱅크 프리미엄 선박유 HYUNDAI S-T☆R / Rear sponsor: 현대중공업 현대건설기계 / Sleeve Partner: HYUNDAI S-T☆R ULSAN / 챔피언스리그 프린팅: Hyundai Oilbank
| 홈 | 원정 | 홈 · (ACL) | 원정 · (ACL) |

## 코칭스태프
| 직책          | 이름        |
| ------------- | ----------- |
| 감독          | 김도훈      |
| 수석 코치     | 명재용      |
| 코치          | 김인수      |
| 코치          | 변재섭      |
| 골키퍼 코치   | 김범수      |
| 피지컬 코치   | 도모 쓰코시 |
| 트레이너      | 이인철      |
| 트레이너      | 정성덕      |
| 트레이너      | 이원빈      |
| 비디오 분석관 | 김영광      |
| 스카우트      | 김영기      |

## 선수단

### 현재 선수 명단
| 1        | 조수혁          | 대한민국       | GK | 1987년 3월 18일(38세)  |
| 21       | 조현우          | 대한민국       | GK | 1991년 9월 25일(33세)  |
| 25       | 서주환          | 대한민국       | GK | 1999년 6월 24일(25세)  |
| 88       | 민동환          | 대한민국       | GK | 2001년 1월 12일(24세)  |
| 수비수   |                 |                |    |                        |
| 2        | 정동호          | 대한민국       | DF | 1990년 3월 7일(35세)   |
| 3        | 데이비슨        | 오스트레일리아 | DF | 1991년 6월 29일(33세)  |
| 4        | 불투이스        | 네덜란드       | DF | 1990년 6월 28일(34세)  |
| 5        | 김민덕          | 대한민국       | DF | 1996년 7월 8일(28세)   |
| 6        | 박주호          | 대한민국       | DF | 1987년 1월 16일(38세)  |
| 15       | 정승현 (3주장)  | 대한민국       | DF | 1994년 4월 3일(31세)   |
| 23       | 김태환 (부주장) | 대한민국       | DF | 1989년 7월 24일(35세)  |
| 26       | 조현택          | 대한민국       | DF | 2001년 8월 2일(23세)   |
| 32       | 홍철            | 대한민국       | DF | 1990년 9월 17일(34세)  |
| 44       | 김기희          | 대한민국       | DF | 1989년 7월 13일(35세)  |
| 45       | 이기운          | 대한민국       | DF | 1997년 2월 15일(28세)  |
| 66       | 설영우          | 대한민국       | DF | 1998년 12월 5일(26세)  |
| 미드필더 |                 |                |    |                        |
| 8        | 신진호 (주장)   | 대한민국       | MF | 1988년 9월 7일(36세)   |
| 10       | 윤빛가람        | 대한민국       | MF | 1990년 5월 7일(34세)   |
| 14       | 이동경          | 대한민국       | MF | 1997년 9월 20일(27세)  |
| 16       | 원두재          | 대한민국       | MF | 1997년 11월 18일(27세) |
| 17       | 김성준          | 대한민국       | MF | 1988년 4월 8일(37세)   |
| 22       | 고명진          | 대한민국       | MF | 1988년 1월 9일(37세)   |
| 24       | 이현승          | 대한민국       | MF | 2000년 6월 15일(24세)  |
| 27       | 장재원          | 대한민국       | MF | 1998년 4월 21일(27세)  |
| 33       | 박하빈          | 대한민국       | MF | 1997년 4월 23일(28세)  |
| 72       | 이청용          | 대한민국       | MF | 1988년 7월 2일(36세)   |
| 98       | 이상헌 (4주장)  | 대한민국       | MF | 1998년 2월 26일(27세)  |
| 공격수   |                 |                |    |                        |
| 7        | 김인성          | 대한민국       | FW | 1989년 9월 9일(35세)   |
| 9        | 주니오          | 브라질         | FW | 1986년 12월 30일(38세) |
| 11       | 이근호          | 대한민국       | FW | 1985년 4월 11일(40세)  |
| 13       | 김민준          | 대한민국       | FW | 2000년 2월 12일(25세)  |
| 19       | 비욘존슨        | 노르웨이       | FW | 1991년 11월 6일(33세)  |
| 29       | 이형경          | 대한민국       | FW | 1998년 5월 11일(26세)  |
| 30       | 정훈성          | 대한민국       | FW | 1994년 2월 22일(31세)  |
| 99       | 박정인          | 대한민국       | FW | 2000년 10월 7일(24세)  |

Last updated: 2020년 7월 1일.

출처: 울산 현대 축구단

## 이적

### Released
| 날짜            | 포지션 | 국적     | 이름   | 이적 구단 | 이적료   | 비고  |
| --------------- | ------ | -------- | ------ | --------- | -------- | ----- |
| 2020년 1월 7일  | FW     | 대한민국 | 김수안 | 자유 계약 | Released | [ 2 ] |
| 2020년 1월 15일 | DF     | 대한민국 | 이지훈 | 자유 계약 | Released | [ 3 ] |
| 2020년 1월 27일 | DF     | 대한민국 | 박재민 | 자유 계약 | Released | [ 4 ] |
| 2020년 2월 8일  | GK     | 대한민국 | 박석민 | 자유 계약 | Released | [ 5 ] |
| 2020년 2월 12일 | MF     | 대한민국 | 이지승 | 자유 계약 | Released | [ 6 ] |
| 2020년 2월 15일 | DF     | 대한민국 | 강민수 | 자유 계약 | Released | [ 7 ] |

### 임대 방출
| 날짜            | 포지션 | 국적     | 이름   | 이적 구단      | 만료일 | 비고 |
| --------------- | ------ | -------- | ------ | -------------- | ------ | ---- |
| 2019년 12월 9일 | MF     | 대한민국 | 박용우 | 상주 상무      |        |      |
| 2019년 12월 9일 | FW     | 대한민국 | 오세훈 | 상주 상무      |        |      |
| 2020년 1월 4일  | GK     | 대한민국 | 문정인 | 서울 이랜드    |        |      |
| 2020년 1월 9일  | DF     | 대한민국 | 김재성 | 충남 아산      |        |      |
| 2020년 1월 9일  | MF     | 대한민국 | 이상민 | 충남 아산      |        |      |
| 2020년 1월 16일 | DF     | 대한민국 | 이명재 | 상주 상무      |        |      |
| 2020년 1월 29일 | DF     | 대한민국 | 이상민 | 서울 이랜드    |        |      |
| 2020년 6월 25일 | DF     | 대한민국 | 최준   | 경남 FC        |        |      |
| 2020년 6월 25일 | DF     | 대한민국 | 윤영선 | FC 서울        |        |      |
| 2020년 7월 2일  | FW     | 대한민국 | 손호준 | 김포시민축구단 |        |      |

### 영입
| 날짜             | 포지션 | 국적     | 이름     | 이전 구단          | 이적료     | 비고  |
| ---------------- | ------ | -------- | -------- | ------------------ | ---------- | ----- |
| 2019년 12월 24일 | MF     | 대한민국 | 고명진   | 슬라벤 벨루포      | 자유 계약  |       |
| 2020년 1월 3일   | MF     | 대한민국 | 원두재   | 아비스파 후쿠오카  | 미공개     |       |
| 2020년 1월 3일   | DF     | 대한민국 | 정승현   | 가시마 앤틀러스    | 미공개     |       |
| 2020년 1월 6일   | FW     | 노르웨이 | 비욘존슨 | AZ                 | €1.000.000 |       |
| 2020년 1월 7일   | FW     | 대한민국 | 정훈성   | 인천 유나이티드    | 미공개     |       |
| 2020년 1월 20일  | GK     | 대한민국 | 조현우   | 대구 FC            | 자유 계약  |       |
| 2020년 1월 31일  | MF     | 대한민국 | 윤빛가람 | 제주 유나이티드    | 자유 계약  |       |
| 2020년 2월 25일  | DF     | 대한민국 | 김기희   | 시애틀 사운더스    | 자유 계약  | [ 8 ] |
| 2020년 3월 3일   | MF     | 대한민국 | 이청용   | VfL 보훔           | 자유 계약  | [ 9 ] |
| 2020년 7월 1일   | DF     | 대한민국 | 홍철     | 수원 삼성 블루윙즈 | €487.500   |       |

### 방출
| 날짜            | 포지션 | 국적     | 이름   | 이적 구단       | 이적료    | 비고 |
| --------------- | ------ | -------- | ------ | --------------- | --------- | ---- |
| 2020년 1월 1일  | FW     | 대한민국 | 황일수 | 경남 FC         | 미공개    |      |
| 2020년 1월 5일  | MF     | 대한민국 | 김보경 | 가시와 레이솔   | 임대 복귀 |      |
| 2020년 1월 5일  | MF     | 미국     | 믹스   | 맨체스터 시티   | 임대 복귀 |      |
| 2020년 1월 7일  | DF     | 대한민국 | 김창수 | 광주 FC         | 미공개    |      |
| 2020년 1월 9일  | FW     | 대한민국 | 이종호 | 전남 드래곤즈   | 미공개    |      |
| 2020년 1월 10일 | GK     | 대한민국 | 김승규 | 가시와 레이솔   | 미공개    |      |
| 2020년 1월 13일 | MF     | 대한민국 | 김건웅 | 수원 FC         | 미공개    |      |
| 2020년 2월 6일  | FW     | 대한민국 | 주민규 | 제주 유나이티드 | €430.000  |      |

## 친선 경기
| 친선 경기 2020년 1월 17일 | 호찌민 시티 | 0 – 1  | 울산 현대    | 호찌민시, 베트남    |  |  |
| 19:30 ICT                 |             | 리포트 | - 김인성 35′ | 경기장: 통녓 경기장 |  |  |
|                           |             |        |              |                     |  |  |

| 친선 경기 2020년 1월 21일 | 울산 현대                                                             | 6 – 1 | 구이저우 헝펑 | 치앙마이, 태국                      |  |  |
| 15:00 ICT                 | - 주니오 7′, 22′ - 이상헌 13′ (페널티) - 이형경 76′, 77′ - 김민준 86′ |       | - 28′         | 경기장: 알파인 골프 리조트 치앙마이 |  |  |
|                           |                                                                       |       |               |                                     |  |  |

| 친선 경기 2020년 1월 23일 | 울산 현대                   | 2 – 0 | 홋카이도 콘사돌레 삿포로 | 치앙마이, 태국                      |  |  |
| 15:00 ICT                 | - 주니오 31′ - 비욘존슨 46′ |       |                          | 경기장: 알파인 골프 리조트 치앙마이 |  |  |
|                           |                             |       |                          |                                     |  |  |

| 친선 경기 2020년 1월 23일 | 울산 현대        | 2 – 2 | 홋카이도 콘사돌레 삿포로 | 치앙마이, 태국                      |  |  |
| ICT                       | - 김민준 5′, 13′ |       | - 23′ - 29′              | 경기장: 알파인 골프 리조트 치앙마이 |  |  |
|                           |                  |       |                          |                                     |  |  |

## 대회

### 개요
| 대회         | 첫 경기  | 마지막 경기 | 라운드 시작 | 최종 위치 | 기록 | 기록 | 기록 | 기록 | 기록 | 기록 | 기록 | 기록   |
| 대회         | 첫 경기  | 마지막 경기 | 라운드 시작 | 최종 위치 | 경기 | 승   | 무   | 패   | 득   | 실   | 차   | 승률 % |
| ------------ | -------- | ----------- | ----------- | --------- | ---- | ---- | ---- | ---- | ---- | ---- | ---- | ------ |
| K리그1       | 5월 9일  | 11월 1일    | 경기일 1    | 2위       | 27   | 17   | 6    | 4    | 54   | 23   | +31  | 062.96 |
| FA컵         | 7월 15일 | 11월 8일    | 16강전      | 준우승    | 5    | 2    | 2    | 1    | 8    | 4    | +4   | 040.00 |
| 챔피언스리그 | 2월 11일 | 12월 19일   | 조별 리그   | 우승      | 10   | 9    | 1    | 0    | 23   | 7    | +16  | 090.00 |
| 합계         | 합계     | 합계        | 합계        | 합계      | 42   | 28   | 9    | 5    | 85   | 34   | +51  | 066.67 |

Last updated: 2020년 12월 19일

출처: Soccerway

### K리그1

#### 리그 순위
| 순위 | 팀                   | 경기 | 승 | 무 | 패 | 득 | 실 | 차  | 승점 | 참가 자격 및 강등              |
| ---- | -------------------- | ---- | -- | -- | -- | -- | -- | --- | ---- | ------------------------------ |
| 1    | 전북 현대 모터스 (C) | 27   | 19 | 3  | 5  | 46 | 21 | +25 | 60   | AFC 챔피언스리그 조별리그 진출 |
| 2    | 울산 현대            | 27   | 17 | 6  | 4  | 54 | 23 | +31 | 57   | AFC 챔피언스리그 조별리그 진출 |
| 3    | 포항 스틸러스        | 27   | 15 | 5  | 7  | 56 | 35 | +21 | 50   | AFC 챔피언스리그 조별리그 진출 |
| 4    | 상주 상무 (R)        | 27   | 13 | 5  | 9  | 34 | 36 | −2  | 44   | K리그2로 강등                  |
| 5    | 대구 FC              | 27   | 10 | 8  | 9  | 43 | 39 | +4  | 38   | AFC 챔피언스리그 조별리그 진출 |

1. ↑  팀당 22경기 시행 후 팀들은 2개 그룹(파이널 A와 파이널 B)으로 분리된다.
2. ↑  상주 상무는 군팀이므로 아시아 축구 연맹 클럽 대회에서 대한민국을 대표해서 국제대회에 참가할 수 없다.
2021년 시즌부터 상주 상무는 연고 이전을 할 예정이므로, 서류상 구단 해체 후 재창단할 예정이다. 따라서 K리그2부터 시작해야 하므로 2020년 리그 순위에 관계 없이 강제강등되었다.

#### 구장별 결과
| 전체 | 전체 | 전체 | 전체 | 전체 | 전체 | 전체 | 전체 | 홈 | 홈 | 홈 | 홈 | 홈 | 홈  | 어웨이 | 어웨이 | 어웨이 | 어웨이 | 어웨이 | 어웨이 |
| 경기 | 승점 | 승   | 무   | 패   | 득   | 실   | 차   | 승 | 무 | 패 | 득 | 실 | 차  | 승     | 무     | 패     | 득     | 실     | 차     |
| ---- | ---- | ---- | ---- | ---- | ---- | ---- | ---- | -- | -- | -- | -- | -- | --- | ------ | ------ | ------ | ------ | ------ | ------ |
| 27   | 57   | 17   | 6    | 4    | 54   | 23   | +31  | 8  | 4  | 2  | 25 | 8  | +17 | 9      | 2      | 2      | 29     | 15     | +14    |

Last updated: 2020년 11월 1일.

출처: kleague

#### 매치 데이별 결과
| R      | 1  | 2  | 3  | 4  | 5  | 6  | 7  | 8  | 9  | 10 | 11 | 12 | 13 | 14 | 15 | 16 | 17 | 18 | 19 | 20 | 21 | 22 | 23 | 24 | 25 | 26 | 27 |
| ------ | -- | -- | -- | -- | -- | -- | -- | -- | -- | -- | -- | -- | -- | -- | -- | -- | -- | -- | -- | -- | -- | -- | -- | -- | -- | -- | -- |
| 경기장 | H  | A  | H  | A  | A  | H  | A  | A  | H  | H  | A  | H  | A  | A  | H  | H  | A  | H  | H  | H  | A  | A  | A  | H  | A  | H  | H  |
| 결과   | 승 | 승 | 무 | 무 | 승 | 승 | 승 | 승 | 패 | 승 | 승 | 승 | 승 | 승 | 무 | 승 | 승 | 승 | 무 | 무 | 패 | 승 | 무 | 승 | 패 | 패 | 승 |
| 순위   | 1  | 1  | 2  | 2  | 2  | 2  | 2  | 2  | 2  | 2  | 1  | 1  | 1  | 1  | 1  | 1  | 1  | 1  | 1  | 1  | 1  | 1  | 1  | 1  | 1  | 2  | 2  |

최종 업데이트: 2020년 11월 1일.
출처: K리그 데이터 포털

홈/어웨이: A = 어웨이; H = 홈. 결과: 무 = 무승부; 패 = 패배; 승 = 승리; P = 연기됨.

#### 경기
모든 경기들은 한국 표준시 (KST) – UTC+9 시간대에서 개최되었다.
| 1 2020년 5월 9일 | 울산 현대                                                                        | 4 – 0  | 상주 상무              | 울산 |  |  |
| 14:00 KST        | - 주니오 8′, 45+1′ (페널티) - 이상헌 51′ - 윤빛가람 75′ - 데이비슨 89′ 울산 현대 | 리포트 | - 배재우 45′ 상주 상무 | 경기장: 울산문수축구경기장 관중 수: 0명 심판: 이동준 부심: 박상준 2부심: 강동호 대기심: 채상협 비디오 판독심: 매호영 보조 비디오 판독심: 최광호 맨 오브 더 매치: 주니오 (울산 현대) |  |  |
|                  |                                                                                  |        |                        | |  |  |

| 2 2020년 5월 17일 | 수원 삼성 블루윙즈                                         | 2 – 3  | 울산 현대                                             | 수원 |  |  |
| 16:30 KST         | - 이종성 5′ - 고승범 45′ - 크르피치 47′ 수원 삼성 블루윙즈 | 리포트 | - 정승현 10′ - 주니오 54′, 89′ - 김인성 61′ 울산 현대 | 경기장: 수원월드컵경기장 관중 수: 0명 심판: 김용우 부심: 지승민 2부심: 김계용 대기심: 김영수 비디오 판독심: 고형진 보조 비디오 판독심: 최규현 맨 오브 더 매치: 주니오 (울산 현대) |  |  |
|                   |                                                            |        |                                                       | |  |  |

| 3 2020년 5월 24일 | 울산 현대                                                 | 1 – 1  | 부산 아이파크                                        | 울산 |  |  |
| 19:00 KST         | - 이상헌 27′ - 주니오 79′ (페널티) - 김태환 87′ 울산 현대 | 리포트 | - 이동준 32′ - 이정협 55′ - 김문환 80′ 부산 아이파크 | 경기장: 울산문수축구경기장 관중 수: 0명 심판: 고형진 부심: 이정민 2부심: 김지욱 대기심: 최광호 비디오 판독심: 박병진 보조 비디오 판독심: 김동인 맨 오브 더 매치: 이정협 (부산 아이파크) |  |  |
|                   |                                                           |        |                                                      | |  |  |

| 4 2020년 5월 30일 | 광주 FC                | 1 – 1  | 울산 현대                                      | 광주 |  |  |
| 19:00 KST         | - 엄원상 12′ · 광주 FC | 리포트 | - 이한도 22′ (자책골) - 불투이스 51′ 울산 현대 | 경기장: 광주월드컵경기장 관중 수: 0명 심판: 김희곤 부심: 박상준 2부심: 양재용 대기심: 이동준 비디오 판독심: 고형진 보조 비디오 판독심: 최대우 맨 오브 더 매치: 이진형 (광주 FC) |  |  |
|                   |                        |        |                                                | |  |  |

| 5 2020년 6월 6일 | 포항 스틸러스                | 0 – 4  | 울산 현대                                                                                      | 포항 |  |  |
| 19:00 KST        | - 일류첸코 16′ 포항 스틸러스 | 리포트 | - 김태환 16′ - 이청용 26′, 36′ - 원두재 40′ - 김인성 75′ - 주니오 85′ - 이동경 90+1′ 울산 현대 | 경기장: 포항스틸야드 관중 수: 0명 심판: 김종혁 부심: 김성일 2부심: 곽승순 대기심: 조지음 비디오 판독심: 최대우 보조 비디오 판독심: 김우성 맨 오브 더 매치: 이청용 (울산 현대) |  |  |
|                  |                              |        |                                                                                                | |  |  |

| 6 2020년 6월 13일 | 울산 현대                           | 1 – 0  | 성남 FC                                        | 울산 |  |  |
| 16:30 KST         | - 김인성 16′ - 주니오 88′ 울산 현대 | 리포트 | - 박수일 27′ - 이재원 51′ - 이창용 62′ 성남 FC | 경기장: 울산문수축구경기장 관중 수: 0명 심판: 고형진 부심: 박상준 2부심: 김지욱 대기심: 김희곤 비디오 판독심: 김성호 보조 비디오 판독심: 김동인 맨 오브 더 매치: 주니오 (울산 현대) |  |  |
|                   |                                     |        |                                                | |  |  |

| 7 2020년 6월 16일 | 강원 FC | 0 – 3  | 울산 현대                                                     | 강릉 |  |  |
| 19:00 KST         | 강원 FC | 리포트 | - 윤빛가람 72′ - 주니오 77′ - 비욘존슨 87′ (페널티) 울산 현대 | 경기장: 강릉종합경기장 관중 수: 0명 심판: 이동준 부심: 김계용 2부심: 구은석 대기심: 김영수 비디오 판독심: 김종혁 보조 비디오 판독심: 김동인 맨 오브 더 매치: 윤빛가람 (울산 현대) |  |  |
|                   |         |        |                                                               | |  |  |

| 8 2020년 6월 20일 | FC 서울                  | 0 – 2  | 울산 현대                                            | 서울 |  |  |
| 19:00 KST         | - 주세종 34′ 62′ FC 서울 | 리포트 | - 김기희 29′ - 비욘존슨 66′ - 주니오 90+1′ 울산 현대 | 경기장: 서울월드컵경기장 관중 수: 0명 심판: 김우성 부심: 이정민 2부심: 양재용 대기심: 박병진 비디오 판독심: 김대용 보조 비디오 판독심: 임정수 맨 오브 더 매치: 주니오 (울산 현대) |  |  |
|                   |                          |        |                                                      | |  |  |

| 9 2020년 6월 28일 | 울산 현대                                                     | 0 – 2  | 전북 현대 모터스                                            | 울산 |  |  |
| 18:00 KST         | - 이근호 17′ - 김기희 19′ - 원두재 72′ - 이청용 84′ 울산 현대 | 리포트 | - 손준호 14′ - 한교원 45′ - 쿠니모토 90+5′ 전북 현대 모터스 | 경기장: 울산문수축구경기장 관중 수: 0명 심판: 김희곤 부심: 박상준 2부심: 지승민 대기심: 고형진 비디오 판독심: 김성호 보조 비디오 판독심: 최광호 맨 오브 더 매치: 쿠니모토 (전북 현대 모터스) |  |  |
|                   |                                                               |        |                                                             | |  |  |

| 10 2020년 7월 4일 | 울산 현대                                                  | 4 – 1  | 인천 유나이티드                           | 울산 |  |  |
| 18:00 KST         | - 이청용 15′ - 주니오 20′, 44′, 78′ - 정승현 71′ 울산 현대 | 리포트 | - 무고사 34′ - 김준범 88′ 인천 유나이티드 | 경기장: 울산문수축구경기장 관중 수: 0명 심판: 채상협 부심: 노수용 2부심: 김지욱 대기심: 김종혁 비디오 판독심: 김대용 보조 비디오 판독심: 김동인 맨 오브 더 매치: 주니오 (울산 현대) |  |  |
|                   |                                                            |        |                                           | |  |  |

| 11 2020년 7월 12일 | 대구 FC                                | 1 – 3  | 울산 현대                                                               | 대구 |  |  |
| 19:00 KST          | - 김대원 40′ - 김동진 58′, 68′ 대구 FC | 리포트 | - 신진호 18′, 25′ - 주니오 56′, 82′ - 조현우 89′ - 박주호 90′ 울산 현대 | 경기장: DGB대구은행파크 관중 수: 0명 심판: 김대용 부심: 김성일 2부심: 김계용 대기심: 김용우 비디오 판독심: 김성호 보조 비디오 판독심: 최규현 맨 오브 더 매치: 주니오 (울산 현대) |  |  |
|                    |                                        |        |                                                                         | |  |  |

| 12 2020년 7월 19일 | 울산 현대                                                               | 1 – 0  | 강원 FC              | 울산 |  |  |
| 19:00 KST          | - 불투이스 7′ - 주니오 29′ (페널티) - 신진호 54′ - 조현우 68′ 울산 현대 | 리포트 | - 서민우 28′ 강원 FC | 경기장: 울산문수축구경기장 관중 수: 0명 심판: 조지음 부심: 노수용 2부심: 강동호 대기심: 최일우 비디오 판독심: 김성호 보조 비디오 판독심: 최광호 맨 오브 더 매치: 주니오 (울산 현대) |  |  |
|                    |                                                                         |        |                      | |  |  |

| 13 2020년 7월 25일 | 상주 상무                              | 1 – 5  | 울산 현대                                                                                            | 상주 |  |  |
| 19:00 KST          | - 강상우 4′ - 박병현 65′ 84′ 상주 상무 | 리포트 | - 김인성 18′, 19′ - 주니오 18′, 45′ - 김진혁 58′ (자책골) - 이동경 87′, 88′ - 불투이스 89′ 울산 현대 | 경기장: 상주시민운동장 관중 수: 0명 심판: 김대용 부심: 박상준 2부심: 구은석 대기심: 오현진 비디오 판독심: 김성호 보조 비디오 판독심: 성덕효 맨 오브 더 매치: 주니오 (울산 현대) |  |  |
|                    |                                        |        | | |  |  |

| 14 2020년 8월 2일 | 부산 아이파크                                                         | 1 – 2  | 울산 현대                                                                    | 부산 |  |  |
| 19:00 KST         | - 권혁규 45+1′ - 이동준 65′ - 김현 79′ - 빈치씽코 90+1′ 부산 아이파크 | 리포트 | - 고명진 20′ - 홍철 36′ - 윤빛가람 45+1′ - 정승현 79′ - 주니오 83′ 울산 현대 | 경기장: 구덕운동장 관중 수: 586명 심판: 고형진 부심: 김성일 2부심: 이정민 대기심: 김도연 비디오 판독심: 김희곤 보조 비디오 판독심: 김동인 맨 오브 더 매치: 주니오 (울산 현대) |  |  |
|                   |                                                                       |        |                                                                              | |  |  |

| 15 2020년 8월 8일 | 울산 현대                                                | 0 – 0  | 수원 삼성 블루윙즈                             | 울산 |  |  |
| 19:00 KST         | - 김태환 13′ 90+2′ - 고명진 80′ - 정승현 90+6′ 울산 현대 | 리포트 | - 이상민 41′ - 양형모 90+5′ 수원 삼성 블루윙즈 | 경기장: 울산문수축구경기장 관중 수: 2,659명 심판: 김희곤 부심: 강동호 2부심: 김계용 대기심: 고형진 비디오 판독심: 김성호 보조 비디오 판독심: 김동인 맨 오브 더 매치: 주니오 (울산 현대) |  |  |
|                   |                                                          |        |                                                | |  |  |

| 16 2020년 8월 15일 | 울산 현대                                          | 2 – 0  | 포항 스틸러스              | 울산 |  |  |
| 19:00 KST          | - 김인성 53′ - 비욘존슨 56′ - 고명진 58′ 울산 현대 | 리포트 | - 하창래 32′ 포항 스틸러스 | 경기장: 울산문수축구경기장 관중 수: 3,242명 심판: 박병진 부심: 윤광열 2부심: 박균용 대기심: 김동진 비디오 판독심: 이동준 보조 비디오 판독심: 임정수 맨 오브 더 매치: 비욘존슨 (울산 현대) |  |  |
|                    |                                                    |        |                            | |  |  |

| 17 2020년 8월 23일 | 성남 FC                                                             | 1 – 2  | 울산 현대                                                          | 성남 |  |  |
| 20:00 KST          | - 김동현 7′ - 연제운 39′ - 나상호 55′ (페널티) - 임승겸 80′ 성남 FC | 리포트 | - 주니오 36′, 40′ (페널티) - 정승현 90+3′ - 이청용 90+5′ 울산 현대 | 경기장: 탄천종합운동장 관중 수: 0명 심판: 이동준 부심: 곽승순 2부심: 김지욱 대기심: 김희곤 비디오 판독심: 최대우 보조 비디오 판독심: 김우성 맨 오브 더 매치: 주니오 (울산 현대) |  |  |
|                    |                                                                     |        |                                                                    | |  |  |

| 18 2020년 8월 30일 | 울산 현대                                                       | 3 – 0  | FC 서울              | 울산 |  |  |
| 17:30 KST          | - 이청용 18′ - 주니오 41′ - 김태환 74′ - 정훈성 90+4′ 울산 현대 | 리포트 | - 차오연 70′ FC 서울 | 경기장: 울산문수축구경기장 관중 수: 0명 심판: 박병진 부심: 박상준 2부심: 구은석 대기심: 안재훈 비디오 판독심: 김성호 보조 비디오 판독심: 서동진 맨 오브 더 매치: 이청용 (울산 현대) |  |  |
|                    |                                                                 |        |                      | |  |  |

| 19 2020년 9월 6일 | 울산 현대                             | 1 – 1  | 광주 FC                                             | 울산 |  |  |
| 19:00 KST         | - 불투이스 25′ - 주니오 58′ 울산 현대 | 리포트 | - 윌리안 23′, 70′ - 이민기 55′ - 임민혁 66′ 광주 FC | 경기장: 울산문수축구경기장 관중 수: 0명 심판: 최현재 부심: 윤광열 2부심: 양재용 대기심: 이동준 비디오 판독심: 김종혁 보조 비디오 판독심: 김동인 맨 오브 더 매치: 주니오 (울산 현대) |  |  |
|                   |                                       |        |                                                     | |  |  |

| 20 2020년 9월 12일 | 울산 현대                                    | 1 – 1  | 대구 FC                       | 울산 |  |  |
| 19:00 KST          | - 김재우 46′ (자책골) - 원두재 75′ 울산 현대 | 리포트 | - 세징야 62′ (페널티) 대구 FC | 경기장: 울산문수축구경기장 관중 수: 0명 심판: 김종혁 부심: 이정민 2부심: 강도준 대기심: 정동식 비디오 판독심: 이동준 보조 비디오 판독심: 최대우 맨 오브 더 매치: 세징야 (대구 FC) |  |  |
|                    |                                              |        |                               | |  |  |

| 21 2020년 9월 15일 | 전북 현대 모터스                                       | 2 – 1  | 울산 현대                                                     | 전주 |  |  |
| 19:00 KST          | - 바로우 2′ - 손준호 46′ - 한교원 63′ 전북 현대 모터스 | 리포트 | - 불투이스 70′ - 신진호 88′ - 주니오 90+6′ (페널티) 울산 현대 | 경기장: 전주월드컵경기장 관중 수: 0명 심판: 이동준 부심: 김계용 2부심: 구은석 대기심: 김우성 비디오 판독심: 김성호 보조 비디오 판독심: 김도연 맨 오브 더 매치: 바로우 (전북 현대 모터스) |  |  |
|                    |                                                        |        |                                                               | |  |  |

| 22 2020년 9월 20일 | 인천 유나이티드                | 0 – 1  | 울산 현대              | 인천 |  |  |
| 15:00 KST          | - 양준아 90+4′ 인천 유나이티드 | 리포트 | - 주니오 26′ 울산 현대 | 경기장: 인천축구전용경기장 관중 수: 0명 심판: 김용우 부심: 노수용 2부심: 양재용 대기심: 안재훈 비디오 판독심: 송민석 보조 비디오 판독심: 신용준 맨 오브 더 매치: 주니오 (울산 현대) |  |  |
|                    |                                |        |                        | |  |  |

| 23 2020년 9월 27일 | 대구 FC                                             | 2 – 2  | 울산 현대                                        | 대구 |  |  |
| 16:30 KST          | - 신창무 20′ - 세징야 22′ - 박한빈 36′, 90′ 대구 FC | 리포트 | - 설영우 25′ - 주니오 28′ - 김태환 50′ 울산 현대 | 경기장: DGB대구은행파크 관중 수: 0명 심판: 김우성 부심: 곽승순 2부심: 장종필 대기심: 김정호 비디오 판독심: 박병진 보조 비디오 판독심: 신용준 맨 오브 더 매치: 박한빈 (대구 FC) |  |  |
|                    |                                                     |        |                                                  | |  |  |

| 24 2020년 10월 2일 | 울산 현대                                       | 4 – 1  | 상주 상무             | 울산 |  |  |
| 17:00 KST          | - 정승현 32′, 36′ - 비욘존슨 59′, 79′ 울산 현대 | 리포트 | - 정원진 3′ 상주 상무 | 경기장: 울산문수축구경기장 관중 수: 0명 심판: 박병진 부심: 방기열 2부심: 김계용 대기심: 김도연 비디오 판독심: 김성호 보조 비디오 판독심: 조지음 맨 오브 더 매치: 정승현 (울산 현대) |  |  |
|                    |                                                 |        |                       | |  |  |

| 25 2020년 10월 18일 | 포항 스틸러스                                                       | 4 – 0  | 울산 현대                                            | 포항 |  |  |
| 19:00 KST           | - 일류첸코 3′, 71′ - 이광혁 11′ - 팔로세비치 79′, 80′ 포항 스틸러스 | 리포트 | - 정승현 22′ - 불투이스 57′ - 비욘존슨 62′ 울산 현대 | 경기장: 포항스틸야드 관중 수: 2,453명 심판: 김우성 부심: 박상준 2부심: 곽승순 대기심: 채상협 비디오 판독심: 김성호 보조 비디오 판독심: 최대우 맨 오브 더 매치: 일류첸코 (포항 스틸러스) |  |  |
|                     |                                                                     |        |                                                      | |  |  |

| 26 2020년 10월 25일 | 울산 현대                             | 0 – 1  | 전북 현대 모터스              | 울산 |  |  |
| 16:30 KST           | - 윤빛가람 24′ - 설영우 69′ 울산 현대 | 리포트 | - 바로우 64′ 전북 현대 모터스 | 경기장: 울산문수축구경기장 관중 수: 6,973명 심판: 박병진 부심: 노수용 2부심: 강동호 대기심: 김대용 비디오 판독심: 김종혁 보조 비디오 판독심: 임정수 맨 오브 더 매치: 송범근 (전북 현대 모터스) |  |  |
|                     |                                       |        |                               | |  |  |

| 27 2020년 11월 1일 | 울산 현대                                          | 3 – 0  | 광주 FC | 울산 |  |  |
| 15:00 KST          | - 윤빛가람 34′ - 주니오 36′ - 이동경 90′ 울산 현대 | 리포트 | 광주 FC | 경기장: 울산문수축구경기장 관중 수: 3,478명 심판: 김대용 부심: 김계용 2부심: 양재용 대기심: 채상협 비디오 판독심: 김성호 보조 비디오 판독심: 임정수 맨 오브 더 매치: 원두재 (울산 현대) |  |  |
|                    |                                                    |        |         | |  |  |

### FA컵
4라운드까지 추첨은 2월 18일에 진행되었다. 8강 추첨은 7월 21일 화요일에 진행했다. 울산 현대는 준결승전에서 마지막 키커 송민규의 슈팅을 조현우가 막으므로 포항 스틸러스를 4 – 3 승부차기로 승리하고 2020 FA컵 결승전에 올라왔다. 1차전에서 전북 현대 모터스를 상대로 1 – 1 무승부를 거뒀었고, 2차전은 이승기의 멀티골로 1 – 2로 역전패했다.
| 16강전 2020년 7월 15일 | 울산 현대                                  | 2 – 0 | 경주 한국수력원자력 | 울산                                                                                           |  |  |
| 19:30 KST              | - 비욘존슨 75′ - 김태환 80′ - 이동경 90+3′ |       | - 황지웅 90+2′      | 경기장: 울산문수축구경기장 관중 수: 0명 심판: 김동진 부심: 이정민 2부심: 장종필 대기심: 박종명 |  |  |
|                        |                                            |       |                     |                                                                                                |  |  |

| 8강전 2020년 7월 29일 | 울산 현대                                     | 3 – 0 | 강원 FC | 울산                                                                                           |  |  |
| 19:30 KST             | - 윤빛가람 52′, 55′ - 원두재 72′ - 이청용 84′ |       |         | 경기장: 울산문수축구경기장 관중 수: 0명 심판: 김희곤 부심: 곽승순 2부심: 강도준 대기심: 서동진 |  |  |
|                       |                                               |       |         |                                                                                                |  |  |

| 준결승전 2020년 9월 28일                                                  | 울산 현대                                           | 1 – 1 (연장전) (4 – 3 승부차기)                                               | 포항 스틸러스                      | 울산 |  |  |
| 19:30 KST                                                                 | - 신진호 23′ - 김태환 33′ - 김인성 53′ - 정승현 54′ |                                                                               | - 김태환 12′ (자책골) - 하창래 56′ | 경기장: 울산문수축구경기장 관중 수: 0명 심판: 채상협 부심: 이정민 2부심: 장종필 대기심: 송민석 비디오 판독심: 김종혁 보조 비디오 판독심: 조지음 |  |  |
|                                                                           |                                                     | 승부차기                                                                      |                                    | |  |  |
| - 비욘존슨 - 원두재 - 김인성 - 윤빛가람 - 주니오 - 정승현 - 이동경 - 홍철 |                                                     | - 일류첸코 - 심동운 - 강상우 - 이승모 - 팔로세비치 - 강현무 - 최영준 - 송민규 |                                    | |  |  |
|                                                                           |                                                     |                                                                               |                                    | |  |  |

| 1차전 2020년 11월 4일 | 울산 현대 | 1 – 1 | 전북 현대 모터스 | 울산 |  |  |
| 19:00 KST             | - 주니오 60′ 울산 현대 - 조현우 21 GK - 설영우 66 RB - 정승현 15 CB - 51′ 불투이스 4 CB - 홍철 32 LB - 원두재 16 DM - 79′ 김인성 7 RM - 윤빛가람 10 CM - 57′ (주장) 신진호 8 CM - 비욘존슨 19 LM - 주니오] 9 CF - 교체명단 - 조수혁 1 GK - 정동호 2 DF - 김기희 44 DF - 57′ 이동경 14 MF - 고명진 22 MF - 79′ 이근호 11 FW - 정훈성 30 FW - 감독 - 김도훈 |       | - 무릴로 50′ 전북 현대 모터스 - GK 31 송범근 - RB 2 이용 70′ - CB 26 홍정호 - CB 92 김민혁 - LB 32 이주용 - DM 28 손준호 - RM 10 무릴로 64′ - CM 13 김보경 (주장) 84′ - CM 17 쿠니모토 90′ - LM 37 바로우 - CF 9 구스타보 - 교체명단 - GK 1 이범영 - DF 6 최보경 - DF 15 구자룡 64′ - DF 25 최철순 70′ - MF 14 이승기 - MF 44 신형민 - FW 11 조규성 84′ - 감독 - 조세 모라이스 | 경기장: 울산문수축구경기장 관중 수: 2,760명 심판: 이동준 부심: 윤광열 2부심: 지승민 대기심: 서동진 비디오 판독심: 김성호 보조 비디오 판독심: 임정수 맨 오브 더 매치: 주니오 (울산 현대) |  |  |
|                       | |       | | |  |  |

| 2차전 2020년 11월 4일 | 전북 현대 모터스 | 2 – 1 | 울산 현대 | 전주 |  |  |
| 19:00 KST             | - 이승기 53′, 71′ 전북 현대 모터스 · 90+2′ 송범근 31 GK · 90+3′ (주장) 최철순 25 RB · 홍정호 26 CB · 김민혁 92 CB · 이주용 32 LB · 손준호 28 DM · 조규성 11 RM · 81′ 이승기 14 CM · 14′ 쿠니모토 17 CM · 김보경 13 LM · 89′ 89′ 구스타보 9 CF · 교체명단 · 이범영 1 GK · 최보경 6 DF · 구자룡 15 DF · 14′ 무릴로 10 MF · 81′ 신형민 44 MF · 89′ 이동국 20 FW · 이성윤 29 FW · 감독 · 조세 모라이스 |       | - 주니오 4′ 울산 현대 · GK 21 조현우 · RB 23 김태환 (주장) · CB 15 정승현 · CB 4 불투이스 90+3′ · LB 32 홍철 55′ · RM 72 이청용 56′ · CM 16 원두재 · CM 10 윤빛가람 76′ · LM 7 김인성 · CF 19 비욘존슨 · CF 9 주니오 · 교체명단 · GK 1 조수혁 · DF 44 김기희 · DF 66 설영우 55′ · MF 8 신진호 · MF 14 이동경 56′ · FW 11 이근호 76′ · FW 30 정훈성 · 감독 · 김도훈 | 경기장: 전주월드컵경기장 관중 수: 8,798명 심판: 김종혁 부심: 노수용 2부심: 박상준 대기심: 김영수 비디오 판독심: 김우성 보조 비디오 판독심: 채상협 맨 오브 더 매치: 이승기 (전북 현대 모터스) |  |  |
|                       | |       | | |  |  |

### AFC 챔피언스리그
울산 현대는 지난 시즌 2위를 기록하며 조별 리그에 진출했다. FC 도쿄, 퍼스 글로리와 상하이선화와 같은 조에 편성되었다. 16강은 12월 6일 울산 현대가 멜버른 빅토리와의 경기에서 승리하였고, 8강 추첨은 12월 8일 진행되었으며 베이징과의 대진이 확정되었고, 베이징과의 경기에서 승리하였고 준결승은 12월 6일 울산 현대가 비셀 고베와의 경기에서 연장 혈투 끝에 승리하였고, 알자누브 스타디움에서 열린 결승전에서 울산 현대는 페르세폴리스와의 경기에서 주니오 페널티킥으로 2-1 역전승을 거두며 2012년 챔피언 이후 처음으로 챔피언스리그 우승을 했다.[14]

#### 조별 리그
| 순위 | 팀          | 경기 | 승 | 무 | 패 | 득 | 실 | 차 | 승점 | 통과   |     | ULS | TOK | SSH | PRG |
| ---- | ----------- | ---- | -- | -- | -- | -- | -- | -- | ---- | ------ | --- | --- | --- | --- | --- |
| 1    | 울산 현대   | 6    | 5  | 1  | 0  | 14 | 5  | +9 | 16   | 16강전 |     | —   | 1-1 | 3-1 | 2-0 |
| 2    | FC도쿄      | 6    | 3  | 1  | 2  | 6  | 5  | +1 | 10   | 16강전 |     | 1-2 | —   | 0-1 | 1-0 |
| 3    | 상하이 선화 | 6    | 2  | 1  | 3  | 9  | 13 | −4 | 7    |        |     | 1-4 | 1-2 | —   | 3-3 |
| 4    | 퍼스 글로리 | 6    | 0  | 1  | 5  | 5  | 11 | −6 | 1    |        | 1-2 | 0-1 | 1-2 | —   |     |

| 1 2020년 2월 11일 | 울산 현대                                          | 1 – 1                     | FC 도쿄                    | 울산, 대한민국 |  |  |
| 19:30 KST         | - 데이비슨 78′ - 아다이우통 82′ (자책골) 울산 현대 | 라이브 리포트 통계 리포트 | - 올리베이라 64′ · FC 도쿄 | 경기장: 울산문수축구경기장 관중 수: 3,350명 심판: 헤티캄카남게 페레라 (스리랑카) 부심: 팔리다 헤마둥가 (스리랑카) 2부심: 산지와 웰라바다 히와지 돈 (스리랑카) 대기심: 젠슨 푸 (싱가포르) 맨 오브 더 매치: 주니오르 네그랑 (울산 현대) |  |  |
|                   |                                                    |                           |                            | |  |  |

| 2 2020년 11월 21일 | 울산 현대                                    | 3 – 1                     | 상하이 선화                                          | 도하, 카타르 |  |  |
| 16:00 UTC+3        | - 윤빛가람 19′, 41′ - 김기희 63′ · 울산 현대 | 라이브 리포트 통계 리포트 | - 장성룽 22′ - 원자바오 45′ - 주졘룽 89′ 상하이 선화 | 경기장: 에듀케이션 시티 스타디움 관중 수: 0명 심판: 카미스 알마리 (카타르) 부심: 유수프 알샤마리 (카타르) 2부심: 자히 알샴마리 (카타르) 대기심: 압둘라흐만 알자심 (카타르) 맨 오브 더 매치: 윤빛가람 (울산 현대) |  |  |
|                    |                                              |                           |                                                      | |  |  |

| 3 2020년 11월 24일 | 퍼스 글로리                                                | 1 – 2                     | 울산 현대                                                       | 도하, 카타르 |  |  |
| 16:00 UTC+3        | - 포르나롤리 6′ - 윌슨 48′ - Stynes 71′, 82′ · 퍼스 글로리 | 라이브 리포트 통계 리포트 | - 정동호 14′ - 김기희 88′ - 김인성 89′ - 주니오 90+3′ 울산 현대 | 경기장: 에듀케이션 시티 스타디움 관중 수: 0명 심판: 나즈미 나사루딘 (말레이시아) 부심: 모드 유스리 무하맛 (말레이시아) 2부심: 로니 코 민 키아트 (싱가포르) 대기심: 모드 아미룰 이즈완 야콥 (말레이시아) 맨 오브 더 매치: 김인성 (울산 현대) |  |  |
|                    |                                                            |                           |                                                                 | |  |  |

| 4 2020년 11월 27일 | 울산 현대                                        | 2 – 0                     | 퍼스 글로리                  | 도하, 카타르 |  |  |
| 13:00 UTC+3        | - 이청용 83′ - 김인성 87′ - 주니오 89′ 울산 현대 | 라이브 리포트 통계 리포트 | - Sullivan 90′ · 퍼스 글로리 | 경기장: 에듀케이션 시티 스타디움 관중 수: 0명 심판: 시바꼰 푸우돔 (태국) 부심: 라웃 나까릿 (태국) 2부심: 라시드 알가이티 (오만) 대기심: 일기즈 탄타셰프 (우즈베키스탄) 맨 오브 더 매치: 고명진 (울산 현대) |  |  |
|                    |                                                  |                           |                              | |  |  |

| 5 2020년 11월 30일 | FC 도쿄                                                      | 1 – 2                     | 울산 현대                            | 도하, 카타르 |  |  |
| 13:00 UTC+3        | - 나가이 1′ - 료야 45+2′ - 우마리 52′ - 모리시게 54′ FC 도쿄 | 라이브 리포트 통계 리포트 | - 윤빛가람 32′, 44′, 85′ · 울산 현대 | 경기장: 에듀케이션 시티 스타디움 관중 수: 0명 심판: 카미스 알마리 (카타르) 부심: 유수프 알샤마리 (카타르) 2부심: 자히 알샴마리 (카타르) 대기심: 사우드 알아드바 (카타르) 맨 오브 더 매치: 윤빛가람 (울산 현대) |  |  |
|                    |                                                              |                           |                                      | |  |  |

| 6 2020년 12월 3일 | 상하이 선화                               | 1 – 4                     | 울산 현대                                                                | 도하, 카타르 |  |  |
| 13:00 UTC+3       | - 리솨이 73′ - 비진하오 60′ · 상하이 선화 | 라이브 리포트 통계 리포트 | - 박정인 3′ - 이상헌 24′ - 욘센 75′ (페널티), 90′ - 신진호 84′ 울산 현대 | 경기장: 자심 빈 하마드 스타디움 관중 수: 0명 심판: 무하맛 타키 (싱가포르) 부심: 라웃 나까릿 (태국) 2부심: 로니 코 민 키아트 (싱가포르) 대기심: 아드함 마카드메 (요르단) 맨 오브 더 매치: 비에른 마르스 욘센 (울산 현대) |  |  |
|                   |                                           |                           |                                                                          | |  |  |

#### 결선 토너먼트

##### 16강전
| 16강전 2020년 12월 6일 | 울산 현대                                                | 3 – 0                     | 멜버른 빅토리                               | 도하, 카타르 |  |  |
| 17:00 UTC+3            | - 신진호 56′ - 욘센 65′, 86′ - 원두재 74′, 77′ 울산 현대 | 라이브 리포트 통계 리포트 | - 버터필드 30′ - 앤더슨 59′ · 멜버른 빅토리 | 경기장: 에듀케이션 시티 스타디움 관중 수: 0명 심판: 투르키 알쿠드하이르 (사우디아라비아) 부심: 모함메드 알아바크리 (사우디아라비아) 2부심: 칼라프 일샴마리 (사우디아라비아) 대기심: 나와프 슈크랄라 (바레인) 맨 오브 더 매치: 비에른 마르스 욘센 (울산 현대) |  |  |
|                        |                                                          |                           |                                             | |  |  |

##### 8강전
| 8강전 2020년 12월 10일 | 울산 현대                                                     | 2 – 0                     | 베이징 FC                           | 알와크라, 카타르 |  |  |
| 13:00 UTC+3            | - 이근호 2′ - 주니오 21′ (페널티), 42′ - 김태환 55′ 울산 현대 | 라이브 리포트 통계 리포트 | - 김민재 20′ - 왕강 57′ · 베이징 FC | 경기장: 알자누브 스타디움 관중 수: 0명 심판: 모함메드 압둘라 하산 모하메드 (아랍에미리트) 부심: 모하메드 알함마디 (아랍에미리트) 2부심: 하산 알마흐리 (아랍에미리트) 대기심: 헤티캄카남게 페레라 (스리랑카) 후보 대기심: 모드 유스리 무하맛 (말레이시아) 비디오 판독심: 무하맛 타키 (싱가포르) 보조 비디오 판독심: 모드 아미룰 이즈완 야콥 (말레이시아) 2보조 비디오 판독심: 나와프 슈크랄라 (바레인) 맨 오브 더 매치: 주니오르 네그랑 (울산 현대) |  |  |
|                        |                                                               |                           |                                     | |  |  |

##### 준결승전
| 준결승전 2020년 12월 13일 | 울산 현대                                                                           | 2 – 1                     | 비셀 고베                                              | 도하, 카타르 |  |  |
| 13:00 UTC+3               | - 고명진 27′ - 욘센 81′ - 김인성 97′ - 정승현 104′ - 주니오 119′ (페널티) 울산 현대 | 라이브 리포트 통계 리포트 | - 야마구치 52′ - 야마카 54′ - 사사키 90+6′ · 비셀 고베 | 경기장: 자심 빈 하마드 스타디움 관중 수: 0명 심판: 나와프 슈크랄라 (바레인) 부심: 모하메드 살만 2부심: 압둘라 알로와이미 대기심: 헤티캄카남게 페레라 (스리랑카) 후보 대기심: 하산 알마흐리 (아랍에미리트) 비디오 판독심: 모함메드 압둘라 하산 모하메드 (아랍에미리트) 보조 비디오 판독심: 카미스 알마리 (카타르) 2보조 비디오 판독심: 모드 아미룰 이즈완 야콥 (말레이시아) 맨 오브 더 매치: 윤빛가람 (울산 현대) |  |  |
|                           |                                                                                     |                           |                                                        | |  |  |

##### 결승전
| 결승전 2020년 12월 19일 | 페르세폴리스 | 1 – 2                     | 울산 현대 | 알와크라, 카타르 |  |  |
| 15:00 UTC+3             | - 메흐디 압디 45′ 페르세폴리스 · 하메드 라크 81 GK · 74′ 메흐디 시리 17 RB · 호세인 카나니자데간 6 CB · (주장) 잘랄 호세이니 4 CB · 사에이드 아가에이 77 LB · 밀라드 사를라크 66 CM · 아흐마드 누롤라히 8 CM · 샤막 네마티 88 RM · 바샤르 레산 5 AM · 90′ 오미드 알리샤 2 LM · 메흐디 압디 16 CF · 교체명단 · 아미르 모함마드 유세피 34 GK · 보지다르 라도셰비치 44 GK · 모함마드 안사리 15 DF · 에흐산 호세이니 38 DF · 카말 캄야비니아 11 MF · 90′ 알리 쇼자에이 23 MF · 사에이드 호세인푸르 26 MF · 아리아 바르제가르 25 FW · 74′ 아르만 라메자니 36 FW · 감독 · 야흐야 골모함마디 | 라이브 리포트 통계 리포트 | - 주니오 45+4′, 55′ (페널티) 울산 현대 · GK 1 조수혁 · RB 23 김태환 · CB 44 김기희 · CB 4 데이브 뷜트하위스 79′ · LB 6 박주호 72′ · DM 16 원두재 · RM 72 이청용 72′ · CM 10 윤빛가람 · CM 8 신진호 (주장) 83′ · LM 7 김인성 90+1′ · CF 9 주니오르 네그랑 82′ 83′ · 교체명단 · GK 25 서주환 · DF 2 정동호 · DF 15 정승현 83′ · DF 66 설영우 90+1′ · DF 77 홍철 72′ · MF 22 고명진 · MF 17 김성준 · MF 98 이상헌 · FW 11 이근호 72′ · FW 19 비에른 마르스 욘센 83′ · 감독 · 김도훈 | 경기장: 알자누브 스타디움 관중 수: 8,517명 심판: 압둘라흐만 알자심 (카타르) 부심: 람잔 알나에미 (카타르) 2부심: 사우드 알마칼레 (카타르) 대기심: 헤티캄카남게 페레라 (스리랑카) 후보 대기심: 모드 유스리 무하맛 (말레이시아) 비디오 판독심: 카미스 알마리 (카타르) 보조 비디오 판독심: 아드함 마카드메 (요르단) 2보조 비디오 판독심: 모드 아미룰 이즈완 야콥 (말레이시아) 맨 오브 더 매치: 신진호 (울산 현대) |  |  |
|                         | |                           | | |  |  |

## 통계

### 선수 개인 기록
| 번호                            | 포지션 | 국적           | 선수     | 합계   | 합계   | K리그1 | K리그1 | FA컵   | FA컵   | 챔피언스리그 | 챔피언스리그 |        |        |
| 번호                            | 포지션 | 국적           | 선수     | 경기   | 득점   | 경기   | 득점   | 경기   | 득점   | 경기         | 득점         |        |        |
| 골키퍼                          | 골키퍼 | 골키퍼         | 골키퍼   | 골키퍼 | 골키퍼 | 골키퍼 | 골키퍼 | 골키퍼 | 골키퍼 | 골키퍼       | 골키퍼       | 골키퍼 | 골키퍼 |
| ------------------------------- | ------ | -------------- | -------- | ------ | ------ | ------ | ------ | ------ | ------ | ------------ | ------------ | ------ | ------ |
| 1                               | GK     | 대한민국       | 조수혁   | 9      | 0      | 0      | 0      | 0      | 0      | 9            | 0            |        |        |
| 21                              | GK     | 대한민국       | 조현우   | 32     | 0      | 27     | 0      | 5      | 0      | 0            | 0            |        |        |
| 25                              | GK     | 대한민국       | 서주환   | 1      | 0      | 0      | 0      | 0      | 0      | 1            | 0            |        |        |
| 88                              | GK     | 대한민국       | 민동환   | 0      | 0      | 0      | 0      | 0      | 0      | 0            | 0            |        |        |
| 수비수                          |        |                |          |        |        |        |        |        |        |              |              |        |        |
| 2                               | DF     | 대한민국       | 정동호   | 9      | 0      | 1      | 0      | 1      | 0      | 5+2          | 0            |        |        |
| 3                               | DF     | 오스트레일리아 | 데이비슨 | 7      | 0      | 4      | 0      | 0      | 0      | 3            | 0            |        |        |
| 4                               | DF     | 네덜란드       | 불투이스 | 33     | 0      | 20+2   | 0      | 4      | 0      | 7            | 0            |        |        |
| 5                               | DF     | 대한민국       | 김민덕   | 3      | 0      | 0      | 0      | 0      | 0      | 3            | 0            |        |        |
| 6                               | DF     | 대한민국       | 박주호   | 21     | 0      | 9+3    | 0      | 1      | 0      | 6+2          | 0            |        |        |
| 15                              | DF     | 대한민국       | 정승현   | 32     | 2      | 23     | 2      | 4      | 0      | 2+3          | 0            |        |        |
| 23                              | DF     | 대한민국       | 김태환   | 35     | 1      | 24+1   | 1      | 3+1    | 0      | 3+3          | 0            |        |        |
| 32 (77)                         | DF     | 대한민국       | 홍철     | 20     | 0      | 10+3   | 0      | 4      | 0      | 0+3          | 0            |        |        |
| 44                              | DF     | 대한민국       | 김기희   | 22     | 1      | 11+1   | 0      | 2      | 0      | 8            | 1            |        |        |
| 66                              | DF     | 대한민국       | 설영우   | 22     | 0      | 14     | 0      | 1+1    | 0      | 3+3          | 0            |        |        |
| 미드필더                        |        |                |          |        |        |        |        |        |        |              |              |        |        |
| 8                               | MF     | 대한민국       | 신진호   | 34     | 2      | 21+2   | 2      | 2      | 0      | 7+2          | 0            |        |        |
| 10                              | MF     | 대한민국       | 윤빛가람 | 37     | 10     | 21+3   | 4      | 4+1    | 2      | 8            | 4            |        |        |
| 14                              | MF     | 대한민국       | 이동경   | 24     | 3      | 3+15   | 2      | 2+3    | 1      | 1            | 0            |        |        |
| 16                              | MF     | 대한민국       | 원두재   | 35     | 1      | 20+3   | 0      | 5      | 0      | 4+3          | 1            |        |        |
| 17                              | MF     | 대한민국       | 김성준   | 7      | 0      | 3      | 0      | 1      | 0      | 2+1          | 0            |        |        |
| 22                              | MF     | 대한민국       | 고명진   | 24     | 0      | 9+5    | 0      | 1+1    | 0      | 3+5          | 0            |        |        |
| 72                              | MF     | 대한민국       | 이청용   | 32     | 5      | 17+3   | 4      | 2+2    | 1      | 7+1          | 0            |        |        |
| 98                              | MF     | 대한민국       | 이상헌   | 15     | 2      | 8      | 1      | 0      | 0      | 5+2          | 1            |        |        |
| 공격수                          |        |                |          |        |        |        |        |        |        |              |              |        |        |
| 7                               | FW     | 대한민국       | 김인성   | 38     | 7      | 18+6   | 4      | 3+1    | 1      | 6+4          | 2            |        |        |
| 9                               | FW     | 브라질         | 주니오   | 41     | 35     | 23+4   | 26     | 3+2    | 2      | 7+2          | 7            |        |        |
| 11                              | FW     | 대한민국       | 이근호   | 23     | 0      | 1+11   | 0      | 1+2    | 0      | 3+5          | 0            |        |        |
| 19                              | FW     | 노르웨이       | 비욘존슨 | 31     | 11     | 3+15   | 5      | 4      | 1      | 3+6          | 5            |        |        |
| 30                              | FW     | 대한민국       | 정훈성   | 9      | 1      | 2+3    | 1      | 1      | 0      | 2+1          | 0            |        |        |
| 99                              | FW     | 대한민국       | 박정인   | 10     | 1      | 6+2    | 0      | 0      | 0      | 2            | 1            |        |        |
| 시즌 중 임대로 클럽을 떠난 선수 |        |                |          |        |        |        |        |        |        |              |              |        |        |
| 20                              | DF     | 대한민국       | 윤영선   | 0      | 0      | 0      | 0      | 0      | 0      | 0            | 0            |        |        |

Last updated: 2020년 12월 19일.

출처: ,

### 득점 순위
The list is sorted by shirt number when total goals are equal.
| 랭킹   | 포지션 | 번호   | 선수 이름 | K리그1 | FA컵 | 챔피언스리그 | 합계 |
| ------ | ------ | ------ | --------- | ------ | ---- | ------------ | ---- |
| 1      | FW     | 9      | 주니오    | 26     | 2    | 7            | 35   |
| 2      | FW     | 19     | 비욘존슨  | 5      | 1    | 3            | 11   |
| 3      | MF     | 10     | 윤빛가람  | 4      | 2    | 4            | 10   |
| 4      | FW     | 7      | 김인성    | 4      | 1    | 2            | 7    |
| 5      | MF     | 72     | 이청용    | 4      | 1    | 0            | 5    |
| 6      | MF     | 14     | 이동경    | 2      | 1    | 0            | 3    |
| 7      | DF     | 15     | 정승현    | 2      | 0    | 0            | 2    |
| 8      | MF     | 98     | 이상헌    | 1      | 0    | 1            | 2    |
| 8      | MF     | 8      | 신진호    | 1      | 0    | 0            | 1    |
| 8      | FW     | 30     | 정훈성    | 1      | 0    | 0            | 1    |
| 8      | DF     | 23     | 김태환    | 1      | 0    | 0            | 1    |
| 8      | DF     | 44     | 김기희    | 0      | 0    | 1            | 1    |
| 8      | FW     | 99     | 박정인    | 0      | 0    | 1            | 1    |
| 8      | MF     | 16     | 원두재    | 0      | 0    | 1            | 1    |
| 자책골 | 자책골 | 자책골 | 자책골    | 3      | 0    | 1            | 4    |
| 합계   | 합계   | 합계   | 합계      | 54     | 8    | 19           | 81   |

Last updated: 2020년 12월 19일.

출처: kleague.com,
afc.com

### 도움 순위
The list is sorted by shirt number when total goals are equal.
| 랭킹 | 포지션 | 번호 | 선수 이름 | K리그1 | FA컵 | 챔피언스리그 | 합계 |
| ---- | ------ | ---- | --------- | ------ | ---- | ------------ | ---- |
| 1    | FW     | 7    | 김인성    | 5      | 1    | 2            | 8    |
| 2    | DF     | 23   | 김태환    | 4      | 2    | 0            | 6    |
| 3    | MF     | 8    | 신진호    | 3      | 0    | 2            | 5    |
| 4    | DF     | 32   | 홍철      | 4      | 0    | 0            | 4    |
| 4    | MF     | 10   | 윤빛가람  | 0      | 1    | 3            | 4    |
| 5    | MF     | 72   | 이청용    | 3      | 0    | 0            | 3    |
| 5    | FW     | 11   | 이근호    | 3      | 0    | 0            | 3    |
| 5    | FW     | 9    | 주니오    | 2      | 0    | 1            | 3    |
| 6    | MF     | 22   | 고명진    | 2      | 0    | 0            | 2    |
| 6    | FW     | 19   | 비욘존슨  | 1      | 0    | 1            | 2    |
| 6    | MF     | 16   | 원두재    | 1      | 0    | 1            | 2    |
| 6    | FW     | 30   | 정훈성    | 0      | 0    | 2            | 2    |
| 7    | DF     | 44   | 김기희    | 1      | 0    | 0            | 1    |
| 7    | DF     | 6    | 박주호    | 1      | 0    | 0            | 1    |
| 7    | DF     | 66   | 설영우    | 1      | 0    | 0            | 1    |
| 7    | MF     | 14   | 이동경    | 1      | 0    | 0            | 1    |
| 7    | FW     | 99   | 박정인    | 1      | 0    | 0            | 1    |
| 7    | MF     | 98   | 이상헌    | 0      | 0    | 1            | 1    |
| 합계 | 합계   | 합계 | 합계      | 33     | 4    | 13           | 50   |

Last updated: 2020년 12월 13일.

출처: kleague.com

### 무실점 경기
The list is sorted by shirt number when total clean sheets are equal.
| 랭킹 | 번호 | 선수 이름 | K리그1 | FA컵 | 챔피언스리그 | 합계 |
| ---- | ---- | --------- | ------ | ---- | ------------ | ---- |
| 1    | 21   | 조현우    | 11     | 2    | 0            | 13   |
| 2    | 1    | 조수혁    | 0      | 0    | 3            | 3    |
| 합계 | 합계 | 합계      | 11     | 2    | 3            | 16   |

Last updated: 2020년 12월 10일.

출처: kleague.com

### 해트트릭
| 선수 이름 | Against         | Result  | Date           | Competition | Ref |
| --------- | --------------- | ------- | -------------- | ----------- | --- |
| 주니오    | 인천 유나이티드 | 4–1 (H) | 2020년 7월 4일 | K리그1      |     |

(H) – Home ; (A) – Away

### 경고 기록
| 번호 | 위치 | 국적           | 이름     | K리그1 | K리그1    | K리그1 | FA컵 | FA컵      | FA컵 | 챔피언스리그 | 챔피언스리그 | 챔피언스리그 | 합계 | 합계      | 합계 | 비고 |
| ---- | ---- | -------------- | -------- | ------ | --------- | ------ | ---- | --------- | ---- | ------------ | ------------ | ------------ | ---- | --------- | ---- | ---- |
| 번호 | 위치 | 국적           | 이름     | 경고   | 경고 누적 | 퇴장   | 경고 | 경고 누적 | 퇴장 | 경고         | 경고 누적    | 퇴장         | 경고 | 경고 누적 | 퇴장 | 비고 |
| 21   | GK   | 대한민국       | 조현우   | 2      |           |        |      |           |      |              |              |              | 2    |           |      |      |
| 1    | DF   | 대한민국       | 정동호   |        |           |        |      |           |      | 1            |              |              | 1    |           |      |      |
| 3    | DF   | 오스트레일리아 | 데이비슨 | 1      |           |        |      |           |      | 1            |              |              | 2    |           |      |      |
| 5    | DF   | 네덜란드       | 불투이스 | 4      |           | 1      | 1    |           | 1    | 1            |              |              | 6    |           | 2    |      |
| 6    | DF   | 대한민국       | 박주호   | 1      |           |        |      |           |      |              |              |              | 1    |           |      |      |
| 15   | DF   | 대한민국       | 정승현   | 6      |           |        | 1    |           |      |              | 1            |              | 8    |           |      |      |
| 23   | DF   | 대한민국       | 김태환   | 4      | 1         |        | 2    |           |      |              | 1            |              | 6    | 1         |      |      |
| 32   | DF   | 대한민국       | 홍철     | 1      |           |        |      |           |      |              |              |              | 1    |           |      |      |
| 44   | DF   | 대한민국       | 김기희   | 1      |           | 1      |      |           |      | 1            |              |              | 2    |           | 1    |      |
| 66   | DF   | 대한민국       | 설영우   | 2      |           |        |      |           |      |              |              |              | 2    |           |      |      |
| 8    | MF   | 대한민국       | 신진호   | 3      |           |        | 1    |           |      | 2            |              |              | 6    |           |      |      |
| 10   | MF   | 대한민국       | 윤빛가람 | 1      |           |        |      |           |      | 1            |              |              | 2    |           |      |      |
| 14   | MF   | 대한민국       | 이동경   | 2      |           |        |      |           |      |              |              |              | 2    |           |      |      |
| 16   | MF   | 대한민국       | 원두재   | 3      |           |        | 1    |           |      | 1            |              |              | 5    |           |      |      |
| 22   | MF   | 대한민국       | 고명진   | 3      |           |        |      |           |      | 1            |              |              | 4    |           |      |      |
| 72   | MF   | 대한민국       | 이청용   | 2      |           |        |      |           |      | 1            |              |              | 3    |           |      |      |
| 98   | MF   | 대한민국       | 이상헌   | 1      |           |        |      |           |      |              |              |              | 1    |           |      |      |
| 7    | FW   | 대한민국       | 김인성   | 2      |           |        |      |           |      | 1            |              |              | 3    |           |      |      |
| 9    | FW   | 브라질         | 주니오   |        |           |        |      |           |      | 1            |              |              | 1    |           |      |      |
| 11   | FW   | 대한민국       | 이근호   | 1      |           |        |      |           |      | 1            |              |              | 2    |           |      |      |
| 19   | FW   | 노르웨이       | 비욘존슨 |        |           | 1      |      |           |      |              |              |              |      |           | 1    |      |

- 출처: 출처 필요
- 공인 경기 대회(자국리그, 컵, 국제 대회 등)만 집계
- 범례
  - 번호: 등번호
  - 위치: 포지션
  - 경고: 경고 횟수
  - 경고누적: 경고 카드를 2회 받아 퇴장한 횟수
  - 퇴장: 즉시 퇴장 횟수

## 내용주
1. 1 2  The AFC announced on 29 January 2020 that the group stage matches which Chinese teams were supposed to host on matchdays 1, 2, and 3 would be switched with the corresponding away matches due to the COVID-19 pandemic in China.[12][13][14]
2. 1 2  Due to the COVID-19 pandemic in South Korea, the order of matches between Ulsan Hyundai and Perth Glory was switched.[15][16]
3. ↑  The semi-final of the East Region was originally scheduled to be played at Al Janoub Stadium, Al Wakrah, but was moved to Jassim Bin Hamad Stadium, Doha, to ensure optimum pitch conditions for the semi-final and the final.[17]